# 타케쿠라베 (다카라즈카 가극 작품)
『타케쿠라베(일본어: たけくらべ)』는 다카라즈카 가극단에서 제작된 무대 작품이다. 원작은 히구치 이치요의 『타케쿠라베』이다.

## 1943년 유키구미
- 각본 : 우츠미 시게노리

다카라즈카 대극장 공연
- 기간 : 7월 27일 - 8월 24일
- 동시 공연 연목 : 『전쟁은 여기에도(戦ひはここにも)』

도쿄 다카라즈카 극장 공연
- 기간 : 9월 1일 - 9월 28일
- 동시 공연 연목 : 『사토 형제와 아내(佐藤兄弟の妻)』와 『히노마루 선대(日の丸船隊)』

## 1945년 합동공연
참고자료는 90년사 자료.
- 기간 : 10월 1일 - 10월 27일
- 장소 : 오사카 키타노 극장
- 각본 : 우츠미 시게노리
- 동시 공연 연목 : 『단풍놀이(紅葉狩)』와 『국화선경(菊仙境)』

## 1946년 유키구미
참고자료는 90년사 자료.
- 기간 : 2월 21일 - 2월 27일
- 장소 : 나고야 다카라즈카 극장
- 주요 스탭 : 우츠미 시게노리
- 동시 공연 연목 : 『삼인장애인(三人片輪)』과 『해피 드림(ハッピードリーム)』

## 1973년 유키구미
참고자료는 60년사 별책.
- 기간 : 11월 1일 - 12월 2일 (신인공연 11월 17일)
- 장소 : 다카라즈카 대극장
- 형식 : 뮤지컬 플레이
- 장 : 10장
- 동시 공연 연목 : 『러브 러버(ラブ・ラバー)』

### 스탭
- 각본ㆍ연출 : 시바타 유키히로
- 작곡 : 이리에 카오루, 테라타 타키오
- 편곡 : 이리에 카오루, 테라타 타키오, 토토키 카즈오
- 음악지휘 : 토토키 카즈오
- 안무 : 니시카와 리쵸
- 장치 : 쿠로다 토시쿠니
- 의상 : 코니시 마츠시게, 나카가와 키쿠에다
- 조명 : 이마이 나오츠구
- 소도구 : 카츠무라 시로
- 효과 : 사카노우에 이사오
- 음향감독 : 마츠나가 히로시
- 연출조수 : 무라카미 노부오
- 제작 : 노다 하마노스케

### 주요 출연자

#### 본공연
이름은 파파고 번역임.
- 오쇼(和尚) : 오오지 미치오
- 오쇼의 아내 : 미타카 케이코
- 신뇨(信如) : 미기와 나츠코
- 오오마키(大巻) : 타카미야 사치
- 미토리(美登利) : 마야 아케미
- 산고로(三五郎) : 키시 카오리
- 로쿠노스케(六之助) : 우라지 나츠코
- 쇼타(正太) : 준 미츠키
- 사키치(佐吉) : 쇼 스미레
- 겐치시(源七) : 카미죠 아키라
- 나가요시(長吉) : 아사미 레이

#### 신인공연
- 아사미 레이
- 미즈호 마리
- 쇼 스미레
- 타마즈사 마키
- 카미죠 아키라

## 1994년

### 스탭
- 각본ㆍ연출 : 시바타 유키히로
- 안무ㆍ연출협력 : 하나와카 하루아키
- 작곡ㆍ편곡 : 테라타 타키오, 요시다 유코
- 장치 : 오오하시 야스히로
- 의상 : 나카가와 키쿠에다
- 조명 : 이마이 나오츠구
- 연출보조 : 타니 마사스미
- 연출조수 : 키무라 신지, 후지이 다이스케
- 장치보조 : 신구 유키
- 의상보조 : 타구치 미카
- 음악제작 : 노무라 오사무
- 제작 : 호소카와 카츠유키
- 제작 : 사부 타카시

| -               | 신뇨 (信如)   | 미토리 (美登利) | 쇼타로 (正太郎) | 나가요시 (長吉) | 오오마키 (大巻) | 나츠 (なつ)   | 겐시치 (源七) | 산고로 (三五郎) |
| --------------- | ------------- | --------------- | --------------- | --------------- | --------------- | ------------- | ------------- | --------------- |
| 1994년 츠키구미 | 시즈키 아사토 | 카자하나 마이   | 시오카제 코우   | 미나즈키 시즈카 | 마이키 아야     | 나츠카와 유라 | 우죠 카오루   | 요시즈키 에리   |
| 1994년 하나구미 | 아이카 미레   | 모리나 미하루   | 하츠카제 미도리 | 카오리 유타카   | 미츠키 아유     | 시노 유카     | 타카라기 메리 | 치나미 유       |

### 츠키구미
참고자료는 90년사 자료.
- 기간 : 2월 26일 - 3월 12일.
- 장소 : 다카라즈카 바우홀
- 형식명 : 바우 로망
- 막수 : 2막

#### 출연자
- 쿠니 나츠키
- 리카 마스미
- 마이키 아야
- 오오미네 마유
- 란 레이카
- 마시로 토모나
- 나츠카와 유라
- 아카츠키 나기사
- 코시 하루키
- 미하라 시호
- 우죠 카오루
- 시즈키 아사토
- 하나조노 유카리
- 시오카제 코우
- 카즈사 마히로
- 미사토 마야
- 하나오카 미유키
- 마츠다이라 루비
- 요시즈키 에리
- 나츠노 사키
- 미나즈키 시즈카
- 카자하나 마이
- 루나 마리
- 나루세 코우키
- 죠카 아즈키
- 스바루 카즈키
- 키타지마 마미
- 소노미야 레이나
- 오오타카 츠바사
- 스즈카 테루 (전과)
- 에비라 카오루 (전과)

### 하나구미
참고자료는 90년사 자료.
- 기간 : 5월 29일 - 6월 6일 (도쿄 일본청년관), 6월 8일 - 6월 10일 (나고야 아이치후생연금회관)
- 형식명 : 바우 로망
- 막수 : 2막

#### 출연자
- 이치하라 케이
- 미츠키 아유
- 시노 유카
- 타카라기 메리
- 아이카 미레
- 유메노 치코토
- 쇼 츠카사
- 오오토모 레이카
- 모로토리 아이
- 모리나 미하루
- 하츠카제 미도리
- 히미야 레이코
- 키즈키 아유무
- 시호 아케노
- 카오리 유타카
- 유우야 나호
- 치나미 유
- 아이 미야비
- 아사쿠라 아오이
- 마사오카 나오
- 하루노 스미레
- 미나미 시즈카
- 후타바 미키
- 히로 미요시
- 아사노 유카
- 무츠키 마오
- 아유카와 나츠키
- 스즈카 테루 (전과)
- 코우 히즈루 (전과)
- 에비라 카오루 (전과)